# Singl

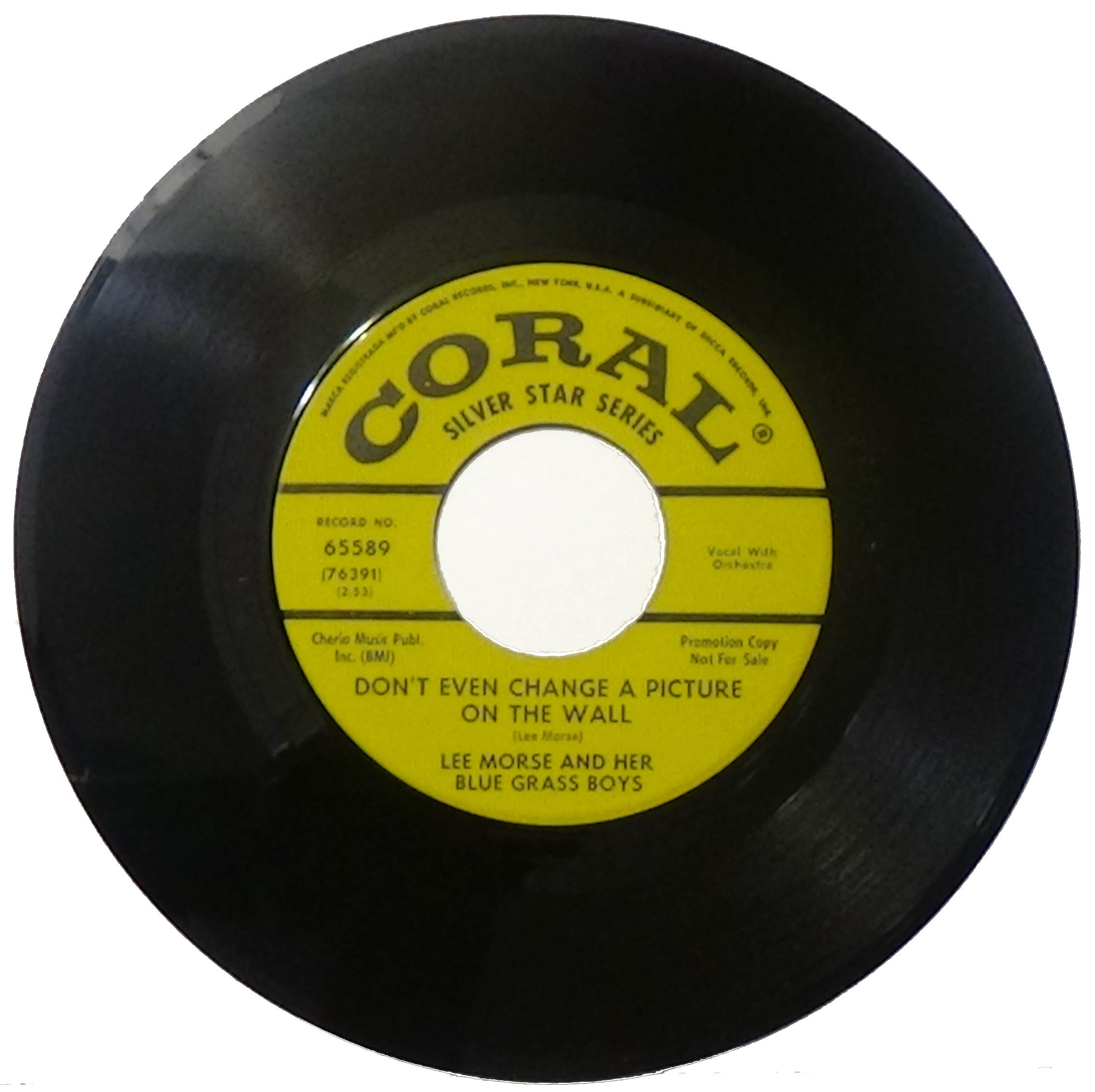
Gramofonová deska SP, tzv. singl

Singl (z angl. single, jediný, jednotlivý) je hudební nosič s jednou, dvěma, někdy více skladbami.
- Malá gramofonová deska (SP, single play) je jeden z typů gramofonové desky, takzvaného vinylu. Malou gramofonovou desku z PVC o průměru 17 cm (7 ") nahranou rychlostí 45 ot/min (otáček za minutu; angl. zkratka RPM) a zvanou „single play“ (SP) nebo zjednodušeně „sedmička“, případně „45“ (česky pětačtyřicítka) uvedla na trh v roce 1949 americká firma RCA Victor. Výjimečně byla rychlost SP i 33  ot/min.[1][2] SP (vinyl) většinou obsahuje jednu skladbu na každé straně. (V podstatě totožné s SP byly EP se dvěma, příp. více skladbami na každé straně – viz Typy gramodesek s úzkou drážkou v článku Gramofonová deska).[3] I v současnosti (2022) vyrábí SP firma GZ Media v Loděnicích na Berounsku, největší výrobce vinylových desek na světě.
- Audiokazeta – v dnešní době (2016) na ní jsou jen zřídka vydávány komerční singly, její obliba však v posledních letech roste stejně jako obliba gramofonových desek.[4][5] Hlavní nahrávka se nachází na straně A (A-side) a dodatečné skladby na straně B (B-side).

- CD singl (CDS) – obyčejně se skládá ze strany A (A-side), která je doprovázena jednou nebo více stopami.

- Speciální (limitovaná) edice – vydávány v omezeném množství a jen v určitou dobu; mohou obsahovat bonusové skladby.

- Video singl – vydáván ve formě videokazety.

- DVD singl  – vydáván ve formě DVD. Formát se objevil na konci 90. let 20. stol.

- Digitální singl – skládá se z jedné skladby, získává se stažením od on-line dodavatele.